# Nunchaku
 (décembre 2011).
Si vous disposez d'ouvrages ou d'articles de référence ou si vous connaissez des sites web de qualité traitant du thème abordé ici, merci de compléter l'article en donnant les références utiles à sa vérifiabilité et en les liant à la section « Notes et références ».

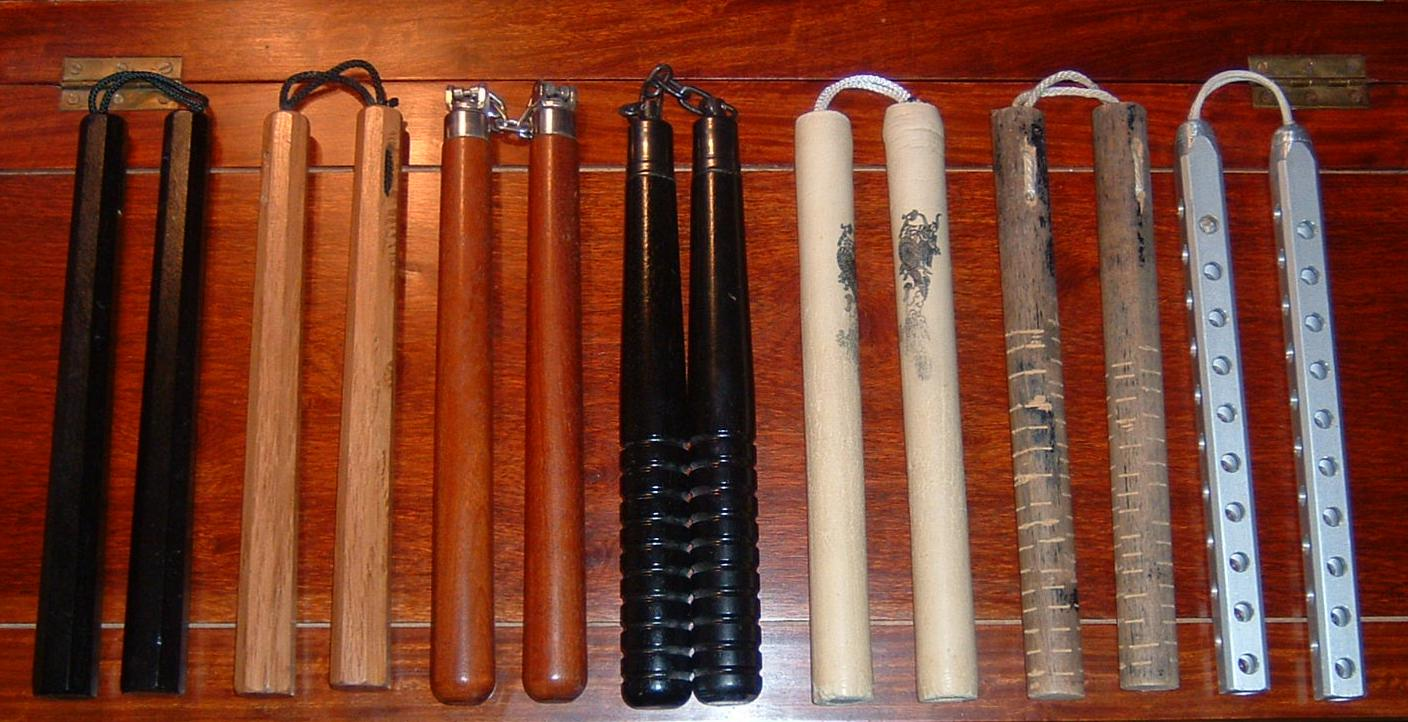
Différents types de nunchaku japonais à deux bâtons.

Un nunchaku (ヌンチャク) est un fléau à deux branches utilisé comme arme de combat et de façon artistique dans différentes écoles et disciplines martiales d'origine asiatique. La dénomination japonaise nunchaku est utilisée dans les kobudō de l'ancien royaume de Ryūkyū, dans l'archipel Okinawa. Le terme long-gian est employé dans les arts martiaux vietnamiens.

## Histoire et origine à Okinawa
On ne connaît pas précisément l'origine du nunchaku[réf. nécessaire]. Selon les sources [Lesquelles ?], il peut s’agir d’un fléau (le nunchaku est parfois appelé « fléau japonais ») servant à décortiquer le riz, ou bien d’un mors de cheval, dont l’utilisation a été détournée de sa vocation première par les habitants du royaume de Ryūkyū à la suite de l'interdiction faite aux paysans d'utiliser des armes.
Ces derniers, envahis par le Japon et interdits d'armes, auraient[réf. nécessaire] mis au point des techniques martiales basées sur leurs outils pour se rebeller.
Le grand public occidental l'a découvert comme arme de prédilection de l'acteur américain d'origine chinoise, Bruce Lee dans les films. Plus le point de contact est proche de l'extrémité du nunchaku, plus celle-ci sera puissante.
Le nunchaku a deux vulnérabilités principales :
1. après contact du nunchaku avec une surface (de chair ou autre), le pratiquant doit reprendre son contrôle avant de pouvoir attaquer à nouveau car son mouvement n'est plus prévisible (par exemple, en amortissant son mouvement sur ses cuisses et en le relançant). Cela est principalement un handicap si le coup n'a pas touché l'adversaire mais l'environnement, ou s'il y a plusieurs adversaires ;
2. le joint flexible (corde, chaîne) est à la base du mouvement. La police australienne aurait renoncé à l'utilisation du nunchaku après avoir constaté qu'une défense possible contre celui-ci était de glisser un bâton au niveau du joint. Le nunchaku s'enroule alors autour de ce point de pivot improvisé et, en levant le bâton, l'adversaire pourrait en théorie arracher le fléau des mains de son utilisateur.

## Formes et styles
Formé de deux ou trois morceaux en bois ou en métal (ou mousse pour débutants), de forme ronde ou octogonale, évasés et reliés par une chaîne (remplaçant la corde qui pouvait être coupée), le nunchaku est pratiqué dans de nombreuses écoles d'arts martiaux en Asie. Il est récemment devenu un art martial à part entière et se décline en plusieurs disciplines sportives :
- le Nunchaku Nenbushi : En 1990, Pascal VERHILLE autorise Marcel RIFFE à utiliser les bases du Nunchaku de Combat pour travailler une méthode adaptée aux enfants qu'il nomme  Nenbushi.

- le nunchaku de kata : le pratiquant apprend une succession de mouvements demandant une grande technique et une grande précision, puis il exécute ces enchaînements comme s'il se battait contre un adversaire imaginaire ;
- le nunchaku artistique  : cette fois, le but n'est pas le combat, mais purement une question d'esthétique. Néanmoins, ce style demande une extrême maîtrise et une très grande technique. Il s'agit d'exécuter des enchaînements beaux à regarder, à l'aide d'un ou deux nunchaku, sur un fond musical ;
- le nunchaku freestyle (style libre) : le nunchaku freestyle, souvent confondu avec le nunchaku artistique, n'est pas destiné à être beau, les pratiquants recherchent en priorité la difficulté, en cherchant à être capables de maitriser leur arme au delà de ce qui existe déjà : lancers, mouvements traditionnels, finger rolls, XMA... Le nunchaku freestyle laisse une liberté totale au pratiquant, laissant la possibilité de mélanger plusieurs styles. Il existe plusieurs compétitions de nunchaku freestyle, généralement organisées et jugées en ligne. Le pratiquant doit exécuter les techniques les plus difficiles qu'il connaisses en un temps imparti (généralement compris entre 20 secondes et 2 minutes) et envoyer sa vidéo à un Jury d'experts. Les critères majoritaires en compétitions sont la maîtrise de l'arme, la vitesses, la fluidité, la difficulté des techniques réalises ainsi que l'originalité. Les deux tournois les plus célèbres sont la FNF World Cup, le championnat du monde de la discipline, et le Golden Combo Tournament. ;
- le nunchaku boxing : méthode de combat créée dans les années 90 qui consistait en des assauts pieds / poings et nunchaku en mousse, donnant ainsi la possibilité d'avoir trois distances de combat. Les combats de nunchaku boxing étaient disputés en trois rounds de deux minutes (cinq rounds pour les finales). Les techniques acceptées étaient celles du full-contact (coups de pied au-dessus de la ceinture, balayages et techniques de poing de la boxe anglaise), renforcées par les coups de nunchaku dont une vingtaine avaient été codifiés. Seuls les piqués au visage et à la gorge, ainsi que les étranglements étaient interdits. Cette discipline a vu plusieurs championnats de France puis d'Europe.

Le nunchaku existe sous plusieurs noms différents selon le pays et la forme :
- standard (2 bâtons à 8 côtés) : nunchaku ou hakakukei nunchaku au Japon, shao zi gun en Chine ;
- 2 bâtons ronds : marugata au Japon ;
- 1 bâton long, 1 bâton demi-taille : so setsu kon au Japon ;
- 2 bâtons de demi-longueur à longue chaîne : han-kei nunchaku au Japon ;
- 3 bâtons (équivalents ou 2 courts et un long) : san setsu kon au Japon. Difficile à maîtriser. Ne pas confondre avec le tri-bâton chinois, beaucoup plus grand ;
- 4 bâtons : yon setsu kon au Japon. Très rare.

Le nunchaku est également une arme pratiquée dans certains arts martiaux chinois, comme le Mansuria Kung Fu,.

## Dans la culture
La popularité du nunchaku doit beaucoup à Bruce Lee qui l'utilise à l'écran à plusieurs reprises : dans la série télévisée Le Frelon vert ainsi que dans les films La Fureur de vaincre, La Fureur du dragon, Le Jeu de la mort et Opération Dragon. Dans l’univers des Tortues Ninja, le nunchaku est l'arme de prédilection du protagoniste Michelangelo.

## Législation selon les pays
En France, le nunchaku est classé comme arme de catégorie D (armes blanches). À ce titre, il est en vente libre sans déclaration, mais son port sur la voie publique est interdit. Selon la loi, lors du transport légitime (entre domicile et lieu d'entraînement ou compétition), le nunchaku ne doit pas être immédiatement accessible (il doit par exemple être au fond d'un sac).
Le nunchaku est en revanche interdit à la vente dans les États américains de New York, de Californie et du Massachusetts, ainsi qu'au Canada. En Arizona, en vertu d'une loi qui aurait été passée en réaction au succès des films de Bruce Lee, son port est resté interdit des années 1970 jusqu'au printemps 2019. À New York, c'est la forte popularité des films de kung fu avec Bruce Lee qui fait craindre une hausse de l'utilisation des nunchaku, particulièrement chez les jeunes. En 1974, une loi draconienne est votée, qui est finalement cassée en 2018 par la juge fédérale Pamela K. Chen (en), car contraire au deuxième amendement de la Constitution des États-Unis.
En Belgique, le nunchaku est une arme prohibée. La loi Onkelinx, ou loi sur les armes, le définit comme suit : « fléau formé de deux tiges courtes et rigides dont les extrémités sont reliées par une chaîne ou un autre moyen ».
En Suisse, le nunchaku est considéré comme une arme et sa détention nécessite une autorisation exceptionnelle délivrée par le canton, ;  les clubs sont autorisés à le pratiquer en salle uniquement.